# Saxifraga retusa
Saxifraga retusa är en stenbräckeväxtart. Saxifraga retusa ingår i Bräckesläktet som ingår i familjen stenbräckeväxter.

## Underarter
Arten delas in i följande underarter:
- S. r. augustana
- S. r. retusa

## Bildgalleri

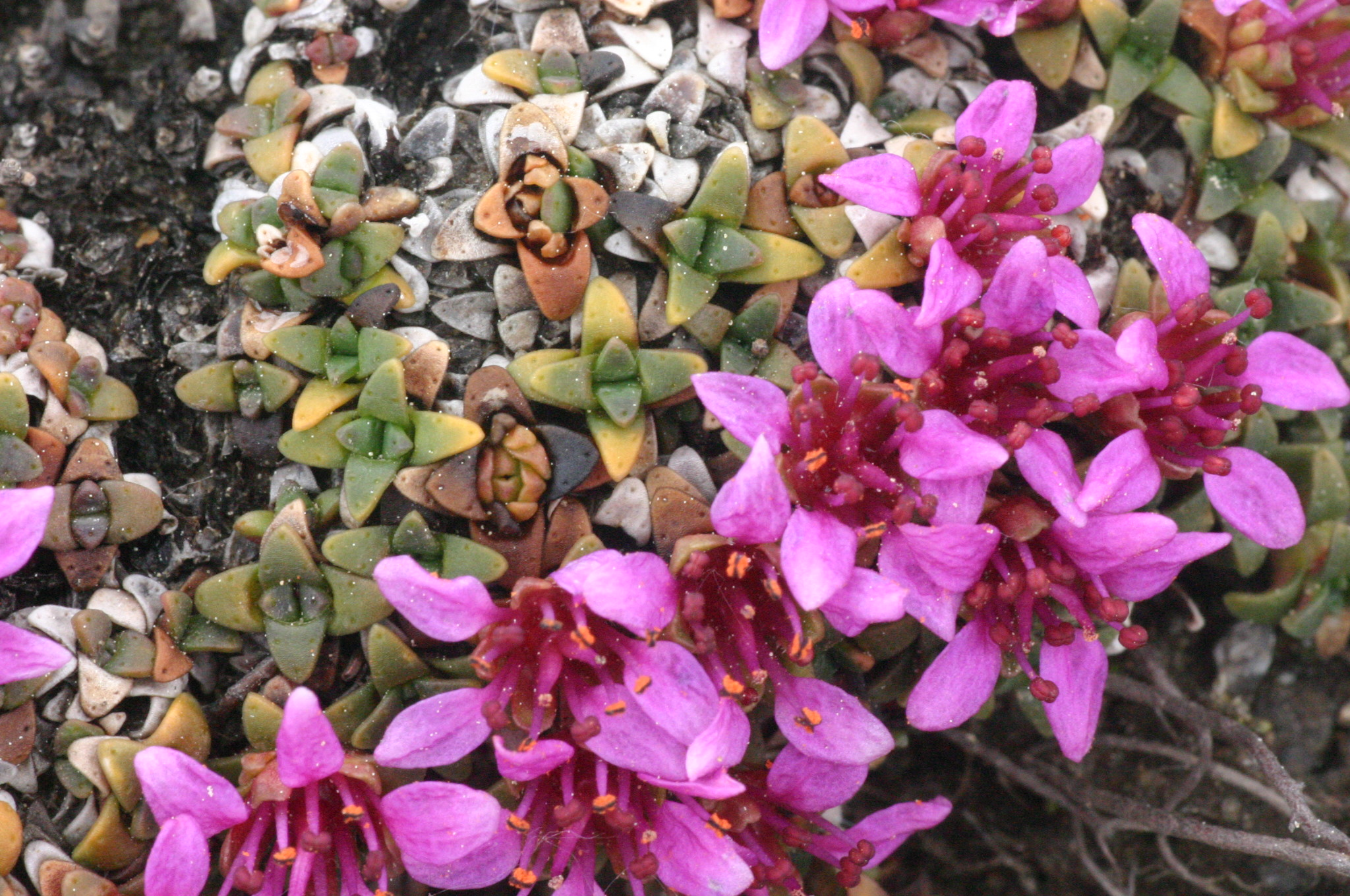
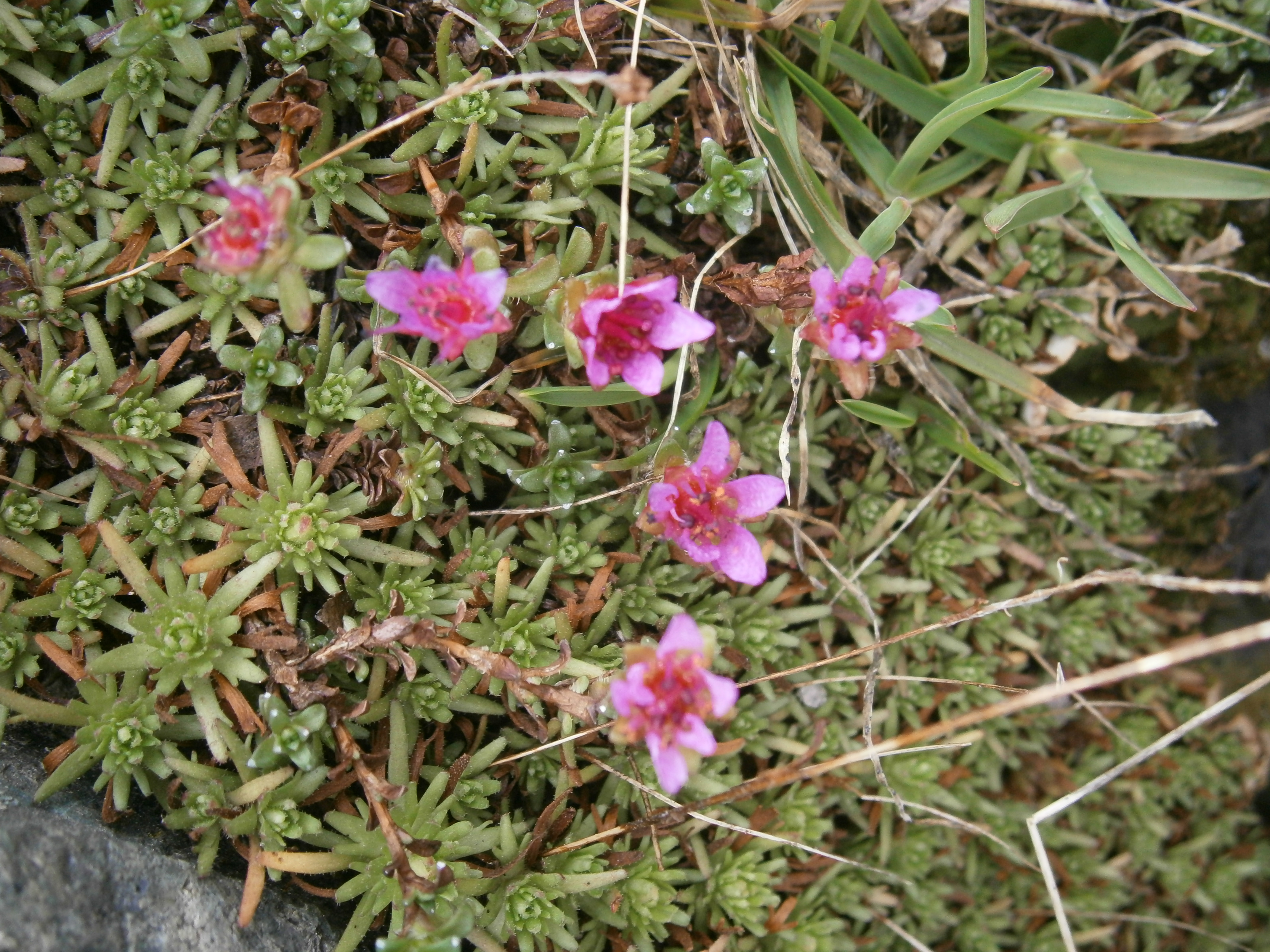
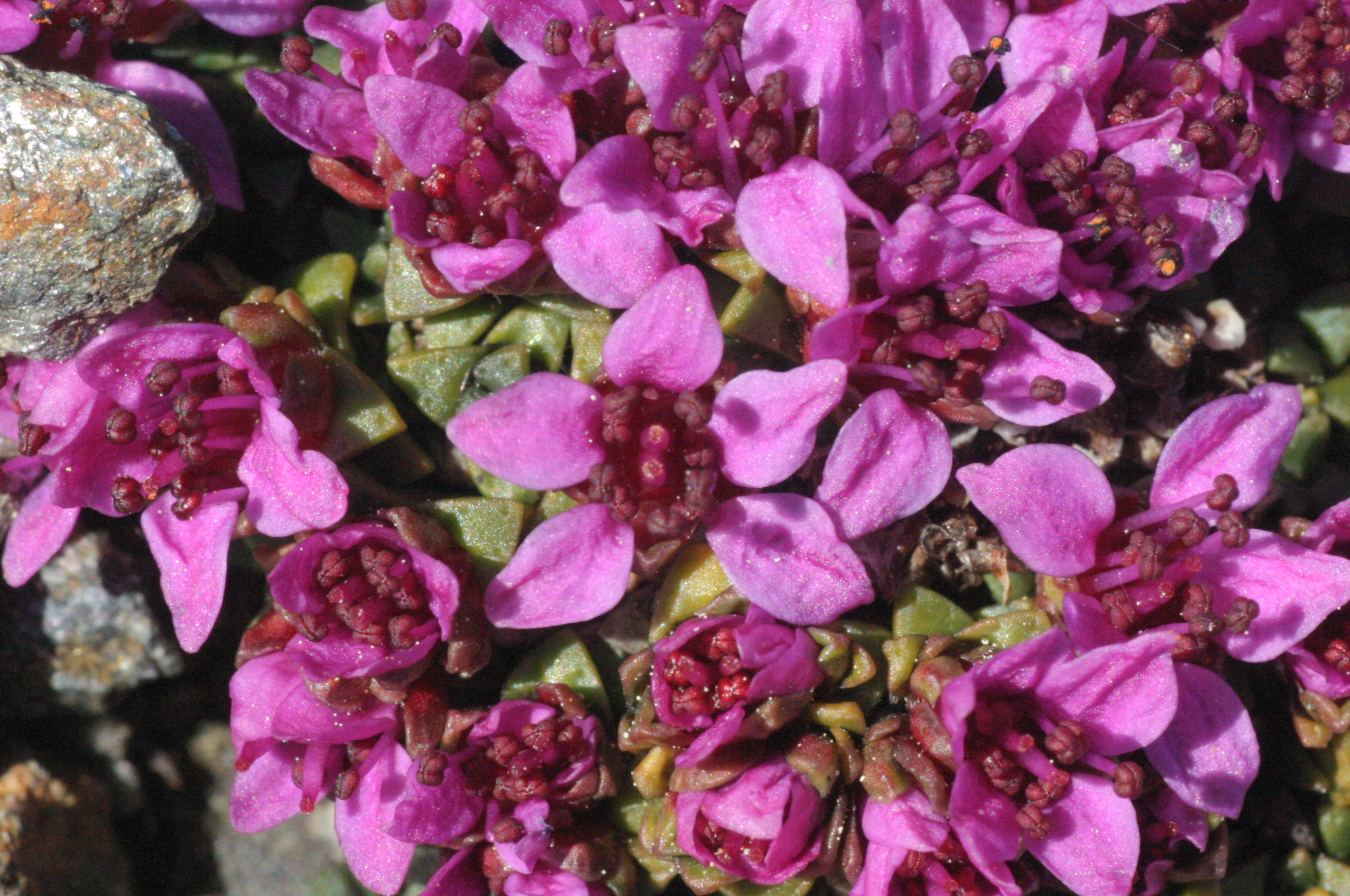